# Julius Eduard Ludwig Gensichen

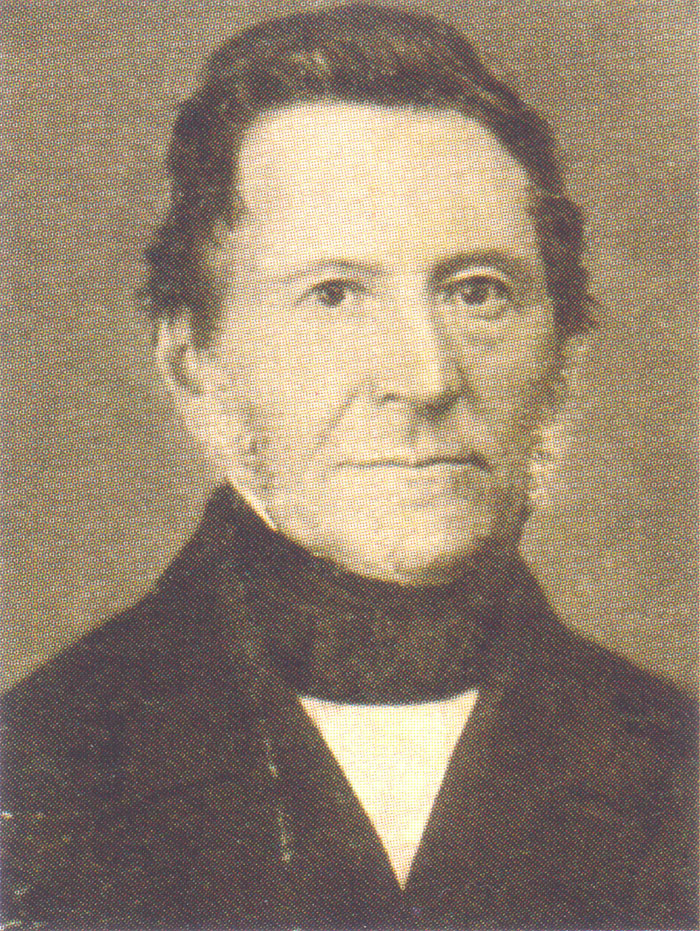
Julius Eduard Ludwig Gensichen, um 1850

Julius Eduard Ludwig Gensichen (* 5. November 1797 in Küstrin; † 24. Juni 1879 in Triebel, Brandenburg) war ein deutscher Jurist sowie Oberbürgermeister der Stadt Frankfurt (Oder) (1838–1850).
Der Syndikus Gensichen war seit 1825 besoldeter Stadtrat in Frankfurt und wurde 1833 Bürgermeister der Stadt.
Am 12. Oktober 1837 entschied er die Wahl des Oberbürgermeisters für sich und wurde erneut am 18. Januar 1844 für eine zweite Amtsperiode bestätigt. In seiner Amtszeit wurde die neue Kommandantur am Kleinen Wilhelmsplatz (erbaut 1838), das Stadttheater (erbaut 1842) und das Bahnhofsgebäude errichtet. Daneben erhielt die Stadt eine Eisenbahnverbindung nach Berlin und Breslau. Eine Verbindung mit Posen konnte erst 1870 verwirklicht werden.
Zum 1. April 1850 legte Gensichen sein Oberbürgermeisteramt nach Ablauf seiner Amtszeit nieder. Er starb in Triebel und wurde in Frankfurt (Oder) beerdigt.

## Auszeichnungen
- Roter Adlerorden VI. Klasse und III. Klasse mit Schleife (1844)[1]